# On an Island with You
On an Island with You (bra: Numa Ilha com Você) é um filme de comédia romântica musical estadunidense de 1948 dirigido por Richard Thorpe. É estrelado por Esther Williams, Peter Lawford, Ricardo Montalbán, Cyd Charisse, Kathryn Beaumont e Jimmy Durante.

## Sinopse
Um musical estrelado por Rosalind Reynolds, uma atriz nativa, está sendo rodado em uma ilha do Havaí. O tenente Lawrence Kingslee chega lá para trabalhar como consultor técnico do ator Ricardo Montez, que interpreta um tenente. Depois de verificar que Ricardo não fazia a cena direito, ele é convidado a interpretá-la. Segundo o roteiro, os devem se beijar, mas quando o faz, Lawrence se apaixona. Só que Rosalind já namora o astro principal do filme, Ricardo.

## Elenco
- Esther Williams como Rosalind Reynolds
- Peter Lawford como Lt. Lawrence Y. Kingslee
- Ricardo Montalbán como Ricardo Montez
- Jimmy Durante como Jimmy Buckley
- Cyd Charisse como Yvonne Torro
- Leon Ames como Comandante Harrison
- Kathryn Beaumont como Penelope Peabody, também conhecida como Pineapple
- Dick Simmons como George Blaine
- Xavier Cugat como ele mesmo
- Betty Reilly como ela mesma

## Números musicais
Música de Nacio Herb Brown, letras de Edward Heyman, exceto onde indicado:
- "On an Island With You"
- "The Dog Song"
- "I Know Darn Well I Can Do Without Broadway" (música e letra de Jimmy Durante)
- "Takin' Miss Mary to the Ball"
- "I'll Do the Strut-Away (in my Cutaway)" (música e letra de Durante, Harry Donnelly, Irving Caesar)
- "You Gotta Start Off Each Day With a Song" (Durante)

## Recepção
O New York Times escreveu sobre o filme: "As deficiências de On An Island não merecem nenhuma injúria séria, mas para tornar o registro completo, deve-se observar que Richard Thorpe, o diretor, nunca ajudou o filme a superar seu material básico".